# Syngatha semipurpurea
Syngatha semipurpurea är en fjärilsart som beskrevs av George Francis Hampson 1918. Syngatha semipurpurea ingår i släktet Syngatha och familjen nattflyn. Inga underarter finns listade i Catalogue of Life.